# Rue Jussieu (Lyon)
Pour les articles homonymes, voir Rue Jussieu.
La rue Jussieu est une rue du quartier de Bellecour située sur la presqu'île dans le 2e arrondissement de Lyon, en France.

## Situation et accès
La rue commence place de la République, juste à côté de la rue du Président-Carnot, elle est ensuite traversée par la rue Grôlée et se termine quai Jules-Courmont. C'est une voie en zone 30 avec une circulation dans le sens de la numérotation et à double-sens cyclable avec un stationnement d'un seul côté.

## Origine du nom
La rue est dédiée à la famille de Jussieu, une famille lyonnaise qui a donné plusieurs botanistes dont les trois frères Antoine (1686-1758), Bernard (1699-1777) et Joseph (1704-1779) ; leur neveu Antoine-Laurent de Jussieu (1748-1836)et son fils Adrien de Jussieu (1797-1853), le seul qui n'est pas né à Lyon.
D'autres membres de cette famille se sont illustrés dans d'autres domaines comme Laurent-Pierre de Jussieu (1792-1866) écrivain né à Villeurbanne et son frère Christophe Alexis Adrien (1802-1865) haut fonctionnaire.

## Histoire
Vers 1385, elle s'appelle ruette Patierpuis rue Thézé au XVIIe siècle. Au XIXe siècle, elle est divisée en deux morceaux, celle qui est proche du quai (à l'époque quai de bon encontre) s'appelle rue Maurico tandis que la rue qui est vers la grande rue de l'hôpital (vers l'actuelle place de la République) porte le nom de rue du Petit-Soulier, sûrement dû à une enseigne. Elle prend le nom de rue Jussieu en 1855.
La rue prend sa configuration actuelle lors du percement de la rue du Président-Carnot dans les années 1890. Elle est alors redressée et élargie,.